# Michael Bates (Footballspieler)
Michael Dion Bates (* 19. Dezember 1969 in Victoria, Texas) ist ein ehemaliger US-amerikanischer Sprinter, der nach seiner Leichtathletik-Laufbahn eine Karriere im American Football begann.
1992 gewann er bei den Olympischen Spielen in Barcelona Bronze im 200-Meter-Lauf in 20,38 s hinter Michael Marsh und Frank Fredericks.
Im Jahr darauf wechselte er in die National Football League (NFL) und spielte für die Seattle Seahawks (1993/94), die Cleveland Browns (1995), die Carolina Panthers (1996–2000, 2002), die Washington Redskins (2001), die Dallas Cowboys (2003) und die New York Jets (2003). 2000 wurde er als Kick Returner in das National Football League 1990s All-Decade Team gewählt.

## Persönliche Bestleistungen
- 100 m: 10,17 s, 21. Juli 1991, Sheffield
- 200 m: 20,01 s, 19. August 1992, Zürich
  - Halle: 20,58 s, 13. Februar 1993, Liévin